# Stefan Jorda
Stefan Jorda (* 1963) ist ein deutscher Physiker und Wissenschaftsjournalist.
Jorda studierte Physik in Darmstadt und Rio de Janeiro und promovierte 1992 in theoretischer Festkörperphysik bei U. Rößler in Regensburg (Exzitonen und Exziton-Polaritonen in Quantentrögen).
Jorda war 1999 bis 2015 Chefredakteur des Physik Journals (bis 2002 Physikalische Blätter), der Hauszeitschrift der Deutschen Physikalischen Gesellschaft. Davor war er drei Jahre Redakteur der Zeitschrift.  Anschließend wurde er Geschäftsführer der Wilhelm und Else Heraeus-Stiftung.
2015 erhielt er die  Medaille für naturwissenschaftliche Publizistik der  Deutsche Physikalische Gesellschaft (DPG). 

## Schriften (Auswahl)
- mit Max Rauner: Big Business und Big Bang. Berufs- und Studienführer Physik, Wiley-VCH, 2. Auflage 2008